# Jakow Czubin
Jakow Abramowicz Czubin (Szub) (ros. Яков Абрамович Чубин (Шуб), ur. 1893 w Mścisławiu, zm. w listopadzie 1956 w Moskwie) – I sekretarz KC Komunistycznej Partii (bolszewików) Turkmenii (1937-1939).

## Życiorys
W 1915 wstąpił do SDPRR(b), działał w związkach zawodowych w Jekaterynosławiu, w 1917 był komendantem Sztabu Jekaterynosławskiego Komitetu Wojskowo-Rewolucyjnego, 1917-1918 należał do Czerwonej Gwardii. W 1918 był instruktorem Ludowego Komisariatu do spraw Narodowości RFSRR, potem do 1919 przewodniczącym podziemnego Komitetu Powiatowego KP(b)U w Czerkasach (dwukrotnie), w 1919 przewodniczącym powiatowego komitetu rewolucyjnego w Czerkasach, a w 1920 sekretarzem odpowiedzialnym czernihowskiego gubernialnego komitetu KP(b)U. W 1920 został przewodniczącym podolskiej gubernialnej komisji kontrolnej KP(b)U, później był p.o. sekretarza odpowiedzialnego podolskiego gubernialnego komitetu KP(b)U, następnie do 1923 kierownikiem Wydziału Organizacyjnego tego komitetu, a 1923-1924 sekretarzem odpowiedzialnym akmolińskiego gubernialnego komitetu RKP(b). W 1924 był sekretarzem odpowiedzialnym Szachtyńskiego Komitetu Okręgowego KP(b)U, potem instruktorem KC KP(b)U, 1927-1928 słuchaczem kursów marksizmu-leninizmu przy KC WKP(b), a 1928-1929 zastępcą kierownika Wydziału Organizacyjnego Moskiewskiego Gubernialnego Komitetu WKP(b). W latach 1929–1930 był przewodniczącym Moskiewskiej Okręgowej Komisji Kontrolnej WKP(b), od 13 lipca 1930 do 26 stycznia 1934 członkiem Centralnej Komisji Kontrolnej WKP(b), od 1931 do stycznia 1934 przewodniczącym Krymskiej Obwodowej Komisji Kontrolnej WKP(b), a od 10 lutego 1934 do 10 marca 1939 członkiem Komisji Kontroli Partyjnej przy KC WKP(b). W czerwcu 1934 został pełnomocnikiem Komisji Kontroli Partyjnej przy KC WKP(b) na Turkmeńską SRR, od października 1937 do listopada 1939 był I sekretarzem KC KP(b)T, a od 21 marca 1939 do 20 lutego 1941 członkiem Centralnej Komisji Rewizyjnej WKP(b).
W 1939 został aresztowany, następnie skazany, a w 1955 zwolniony.